# Independencia condicional
En probabilidad, dos acontecimientos R y B son condicionalmente independientes dado un tercer evento Y, si la ocurrencia o no ocurrencia de R junto con la de B se da en forma independiente dada Y. En otras palabras, R y B son condicionalmente independientes dado Y, si y sólo si el conocimiento que se tiene de Y provoca que el conocimiento sobre el estado de R no genere cambios sobre la probabilidad de que ocurra B, y de igual manera el conocimiento de si se produce B no proporciona información sobre la probabilidad de que ocurra R.

## Definición formal

Estos son dos ejemplos que ilustran la independencia condicional. Cada celda representa un posible resultado. Los eventos R, B e Y están representados por las áreas sombreadas en rojo, azul y amarillo, respectivamente. La superposición entre los eventos R y B está sombreada de color púrpura. Las probabilidades de estos eventos son áreas sombreadas con respecto al área total. En ambos ejemplos, R y B son condicionalmente independientes dado Y porque:
pero no condicionalmente independiente dado no Y porque:

En la notación estándar de la teoría de probabilidades, R y B se dan condicionalmente independientes Y si y sólo si
{\displaystyle \Pr(R\cap B\mid Y)=\Pr(R\mid Y)\Pr(B\mid Y),\,}
o equivalentemente,
{\displaystyle \Pr(R\mid B\cap Y)=\Pr(R\mid Y).\,}
Dos variables aleatorias X e Y son condicionalmente independientes dado tercera variable aleatoria Z si y sólo si son independientes en su distribución de probabilidad condicional dado Z. Es decir, X e Y son condicionalmente independientes dado Z si y sólo si, dado cualquier valor de Z, la distribución de probabilidad de X es el mismo para todos los valores de Y y la distribución de probabilidad de Y es el mismo para todos los valores de x.
Dos acontecimientos R y B son condicionalmente independientes dado un σ-álgebra Σ si
{\displaystyle \Pr(R\cap B\mid \Sigma )=\Pr(R\mid \Sigma )\Pr(B\mid \Sigma )\ a.s.}
donde {\displaystyle \Pr(A\mid \Sigma )}  denota la expectativa condicional de la función del indicador del evento A{\displaystyle A}, {\displaystyle \chi _{A}}, Dado el álgebra {\displaystyle \Sigma }. Es decir,
{\displaystyle \Pr(A\mid \Sigma ):=\operatorname {E} [\chi _{A}\mid \Sigma ].}
Dos variables aleatorias X e Y son condicionalmente independientes dado un Σ σ-álgebra si la ecuación anterior es válida para todos los R en σ (X) y B en σ (Y).
Dos variables aleatorias X e Y son condicionalmente independientes dado una variable aleatoria W si son σ independientes dadas (W): la σ-álgebra generada por W. Esto es comúnmente escrito:
{\displaystyle X\perp \!\!\!\perp Y\,|\,W} or
{\displaystyle X\perp Y\,|\,W}
Esto se lee "X es independiente de Y, dado W"; el condicionamiento se aplica a toda la declaración: "(X es independiente de Y) dada W".
{\displaystyle (X\perp \!\!\!\perp Y)\,|\,W}
Si W asume un conjunto numerable de valores, esto es equivalente a la independencia condicional de X e Y para los acontecimientos de la forma [W = w]. Independencia condicional de más de dos eventos, o de más de dos variables aleatorias, se define de forma análoga.
Los dos ejemplos siguientes muestran que X ⊥ Y no implica ni está implícita en X ⊥ Y | W. Primero, supongamos que W es 0 con probabilidad 0.5 y es el valor 1 en caso contrario. Cuando W = 0 son X e Y sean independientes, cada una con el valor 0 con probabilidad 0.99 y el valor 1 en caso contrario. Cuando W = 1, X e Y son independientes de nuevo, pero esta vez se toman el valor 1 con probabilidad 0.99. Entonces X ⊥ Y | W. Pero X e Y son dependientes, porque Pr (X = 0) <Pr (X = 0 | Y = 0). Esto se debe a Pr (X = 0) = 0,5, pero si Y = 0, entonces es muy probable que W = 0 y por lo tanto que X = 0, así que Pr (X = 0 | Y = 0)> 0.5. Para el segundo ejemplo, supongamos que X ⊥ Y, teniendo cada uno de los valores 0 y 1 con una probabilidad de 0,5. Sea W el producto X × Y. Luego, cuando W = 0, Pr (X = 0) = 3.2, pero Pr (X = 0 | Y = 0) = 1/2, por lo que X ⊥ Y | W es falsa. Este es también un ejemplo de Explicando Away. Ver el tutorial de Kevin Murphy, donde X e Y tomar los valores "inteligente" y "deportivo".